# Río Arapey Chico
El río Arapey Chico es un curso fluvial, que por 109 km marca el límite interdepartamental entre los departamentos de Salto y Artigas en Uruguay.
Tiene 115 km de longitud y es el principal afluente del río Arapey Grande. Nace en la cuchilla de los Arapeyes, próximo a su unión con la cuchilla de Belén, a unos 260 ms de altitud y avanza hacia el oeste hasta confluir por la derecha con el Arapey Grande, sobre las Termas del Arapey.
En su recorrido atraviesa una penillanura basáltica, espacio dedicado a la producción ganadera extensiva, con enclaves arroceros en su curso medio en el departamento de Artigas.
Las principales localidades que se encuentran cerca del curso de agua son Sequeira, en Artigas, y Colonia Lavalleja en Salto. 